# William Caslon
William Caslon (Cradley, Worcestershire, 1692 − Bethnal Green, 1766) va ser un gravador, fonedor i dissenyador de tipus anglès.